# Фантазиите на Фарятиев
„Фантазиите на Фарятиев“ е съветски игрален телевизионен цветен филм, режисиран от Иля Авербах в студиото „Ленфилм“ през 1979 г., базиран на едноименната пиеса на Ала Соколова.

## Сюжет
Събитията във филма се развиват в провинциален съветски град. Главната героиня Александра, която току-що е преживяла раздялата с любимия си човек, е принудена да печели пари, като дава частни уроци по музика. В живота ѝ се появява зъболекарят Павел Фарятиев, ексцентричен и неудобен мъж. Той признава любовта си на Александра. Майката и по-малката сестра на Александра настояват тя да се омъжи за него, но тя не може да намери спокойствие и да реши как да живее по-нататък. Чувствата към бившия ѝ любим не я напускат, а новият ѝ обожател не буди особени симпатии у нея. Но Павел изумява Александра с теориите си за това как хората страдат от това, че са потомци на извънземни от друг свят и мъчително търсят начин да се върнат обратно. Съгласието за брак е почти получено, но на следващия ден Александра е посетена от този, с когото се е разделила. Забравила за Фарятиев, Александра си тръгва с този, когото е обичала преди.
Пристигналият Павел не я намира и е принуден заедно със сестрата на Александра – Люба, да заблуждава майка ѝ, че дъщеря ѝ скоро ще пристигне – тя има болно сърце и може да не преживее новината, че дъщеря ѝ е заминала с мъжа, причинил ѝ толкова много страдания. Фарятиев се държи с всички сили – той смята, че животът му е в руини и дори не чува Люба да му признава любовта си.

## В България
- Награда на Александрина Игнатова за пиеса с младежка тематика – Пловдив, 1977 г. – „Хей, чуваш ли, обичам те“ (Фантазиите на Фарятиев) от Ала Соколова – Драматично-куклен театър „Сава Доброплодни“, режисьор Димитър Игнатов.[2][3]